# Дред, Майки
Ма́йки Дред (англ. Mikey Dread; настоящее имя Майкл Джордж Кэ́мпбелл (англ. Michael George Campbell); 4 июня 1954 — 15 марта 2008) — ямайский музыкант и продюсер, работавший в жанрах регги и даб. Владелец лейбла Dread at the Controls.

## Биография
Творческая карьера Майки Дреда началась с работы ведущим на радиостанции «Джей-би-си» в середине 1970-х гг. Он первым стал основное внимание уделять музыке регги в то время, когда репертуар национальной радиостанции Ямайки состоял из зарубежных шлягеров. Именно его новаторские приёмы и микширование в рамках своего радиошоу «Dread at the Controls» принесли ему известность на Ямайке и стали примером бесчисленных подражаний. В 1979 году Дред покинул «Джей-би-си» и сосредоточился на продюсировании различных исполнителей регги (Джуниор Марвин, Эрл Сикстин, Род Тейлор и др.), а также записи собственных пластинок. Именно в это время к нему обратились The Clash с приглашением открывать их концерты во время гастролей по Британии и США зимой и весной 1980 года. The Clash вместе с Майки Дредом записали один из самых успешных своих синглов — «Bankrobber» и затем пригласили Дреда продюсировать их новый альбом («Sandinista!»). Сотрудничество с The Clash принесло Дреду международную известность.
В Лондоне Дред прошёл обучение в Национальном институте радио- и телевещания и вёл различные музыкальные программы на британском радио и телевидении. Умер от рака мозга.

## Дискография
- 1979 Dread at the Controls
- 1979 African Anthem
- 1979 Evolutionary Rockers
- 1979 Dread at the Controls
- 1981 World War III
- 1982 S.W.A.L.K.
- 1982 Dub Catalogue, Volume 1
- 1982 Dub Merchant
- 1982 Jungle Signal
- 1984 Pave the Way
- 1989 Happy Family
- 1991 Best Sellers
- 1991 Profile
- 1992 Obsession
- 1994 SWALK / ROCKERS VIBRATION
- 1995 Dub Party
- 1999 The Prime of Mikey Dread
- 2001 World Tour
- 2002 Rasta In Control